# Robert Sjöberg
Gustav Robert Sjöberg, född 1 februari 1907 i Grisslehamn, Väddö socken, Stockholms län, död 17 januari 1974 i Stockholm, var en svensk elektroingenjör och målare.
Han var son till lanthandlaren Johan Robert Sjöberg och Mathilda Olsson och gift andra gången med Anna Barbro Lucia Widholm. Sjöberg studerade konst för Erik Jerken 1922 och för Edvin Ollers vid Tekniska skolan i Stockholm 1923–1925 och under studieresor till Italien samt ingenjörsstudier vid Stockholms tekniska institut 1932–1936. Fram till 1945 arbetade han som elektroingenjör men därefter sadlade han om och blev konstnär på heltid och gjorde sig känd som en skildrare av omgivningen runt Grisslehamn. Separat ställde han ut ett flertal gånger i Stockholm och Örebro. Tillsammans med sin fru ställde han ut på Lidingö. Han arbetade mestadels med kraftig färgpåverkan där det svarta vattnet slår vitt skum mot de stålgrå klipporna.